# Les Thompson
Les Thompson (* 13. August 1923 in Warwick (North Dakota); † 8. August 2013) war ein US-amerikanischer Jazzmusiker (Mundharmonika).

## Leben und Wirken
Thompson stammte aus Warwick (North Dakota) und begann seine Musikerkarriere in Los Angeles. Thompson arbeitete ab den 1940er-Jahren in der südkalifornischen Musikszene; erste Aufnahmen entstanden 1951 für Capitol Records, als er in Quintettbesetzung Titel wie „Stairway to the Stars“, „Chromatic Boogie“ (eine Coverversion der Lionel-Hampton-Nummer „Hey-Ba-Ba-Re-Bop“) und „It’s a Wonderful World“ einspielte. Weitere Jazz-Nummern, wie „Take the “A” Train“ und „Stardust“ entstanden 1952 unter eigenem Namen mit Conte Candoli, Dexter Gordon, Wardell Gray, Bobby Tucker, Don Bagley und Chico Hamilton bzw. mit Bob Harrington (p), Red Callender und Bill Douglass (Gene Norman Presents „Just Jazz“, RCA Victor).
Im August 1952 trat Thompson mit Al Haig, Chet Baker, Sonny Criss, David Bryant und Larry Bunker im Jazzclub The Trade Winds in Inglewood auf (Solist in „Avalon“), einen Monat später mit Shorty Rogers All-Stars im Rendezvous Ballroom in Balboa Beach. Weitere Mitschnitte (wahrscheinlich mit Red Callender und Earl Palmer) entstanden in Los Angeles im Dezember 1957 („They’ll Never Be Another You“, „Don’t Take Your Love from Me“) und Anfang 1958 (Sessions, Live). 1972/73 nahm er Jazzstandards wie „But Beautiful“, „Bye Bye Blackbird“, „Honeysuckle Rose“ und „Lullaby of the Leaves“ u. a. mit Bryce Rohde, Harry Babasin und Jimmy Wyble auf (Mouth Organ Madness). Im Bereich des Jazz war er zwischen 1951 und 1973 an neun Aufnahmesessions beteiligt. Im Laufe seiner Karriere begleitete er auch Musiker wie Al Jarreau, Hall & Oates und Jaye P. Morgan.

## Diskographische Hinweise
- Les Thompson: Gene Norman Presents Just Jazz (RCA Victor, 1953)
- Buddy Collette, Abbey Lincoln and Les Thompson: Sessions, Live (Calliope, ed. 1976)
- Les Thompson: Mouth Organ Madness (Jazz Chronicles, 1978)